# Vanilleseks

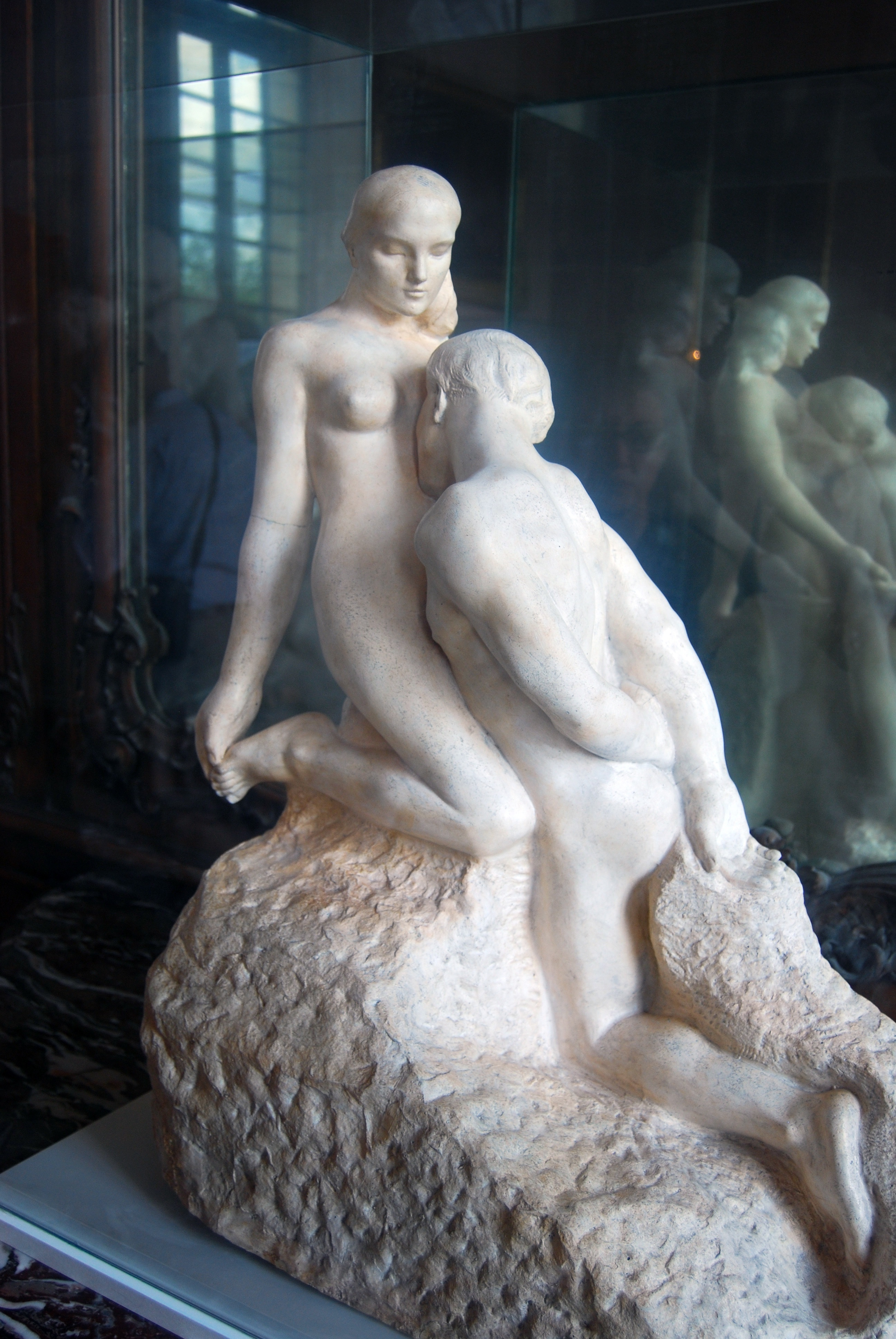
Vanilleseks is zachte tedere seks (sculptuur van Auguste Rodin)

Vanilleseks is een term om conventionele seks mee te beschrijven. Het is per definitie het tegenovergestelde van alternatieve seks, zoals fetisjisme of bdsm. Er wordt veel geknuffeld, gestreeld en gezoend. De missionarishouding wordt het meest toegepast. De naam vanilleseks refereert aan vanille als standaardsmaak, zonder extra's, vooral bij consumptie-ijs.
Mensen die deze vorm van seks bedrijven kunnen wel zeer gepassioneerd zijn. Zij hebben echter geen behoefte aan externe prikkels van hulpmiddelen, seksspeeltjes of onconventionele standjes.
De prikkels zijn al bij de partners aanwezig en behoeven niet extra gestimuleerd te worden. Elkaar aankijken, aanspreken, samen eten en drinken of elkaar aanraken kunnen al voldoende zijn tot het zachte seksuele contact. Dit kan als onderdeel van het voorspel gezien worden. Extra stimulans, door het kijken naar bijvoorbeeld een pornofilm, is bij hen geen behoefte.
De meeste stellen die net beginnen met uitvoerende seks doen aan vanilleseks. Immers, zij hebben nog weinig of geen praktische kennis van mogelijk andere seksuele belevingen. Stellen met een lange levenservaring beleven bij deze vorm van seks de diepte van een voortdurende verliefdheid.
Vanilleseks wordt soms gelijkgesteld met bambiseks, bijvoorbeeld door de Vlaamse overheidsinstelling Taaltelefoon. Anderen maken een onderscheid, waarbij in het geval van bambiseks geen sprake is van seksuele handelingen, maar alleen van knuffelen, zoenen en strelen, eventueel met de kleren aan of spreken zich niet uit over deze kwestie.